# Aurora Liljenroth
Clara Aurora Liljenroth, (ibland felaktigt benämnd Charlotta) född 7 juni 1772 på Visingsö, död 28 februari 1836 på Liljendal i Ramsbergs församling i Örebro län, var en av de första svenska kvinnor som fick studera på gymnasium. Hon avlade gymnasieexamen 1788 och var som sådan närmast unik i sin samtid. Hon uppmärksammades också av samtiden på grund av denna ovanliga ställning. 

## Biografi
Aurora Liljenroth var dotter till Sven Peter Liljenroth (1743–1801), även kallad Rooth, Lillierooth och Liljeroth, som var lektor och honorarie professor vid Visingsö gymnasium. Modern hette till Hedvig Mariana Rudebeck (1732–1779).
Liljenroth visade tidigt en begåvning för studier genom sina kunskaper i latin. Hon blev inskriven som elev vid Visingsö gymnasium den 8 december 1780, sedan hon visat kunskap i både språk och andra "nödiga vetenskaper" sedan fadern konstaterat att flickor tidigare, såsom Ursula Agricola och Maria Jonae Palmgren, hade varit inskrivna som elever. Visingsö gymnasium var dessutom ett privat gymnasium och hade som sådant en särställning.   
Aurora Liljenroth var närmst unik som kvinnlig gymnasist och uppmärksammades i sin samtid. Då hon under sin första termin höll ett tal på svenska språket med anledning av Gustav III:s utlandsresa och tronföljarens födelse rapporterades det i Inrikes Tidningar, och då hon höll ett tal över tronföljarens födelsefest 1781 rapporterades också det i Uppfostrings-Sällskapets Tidningar. Hon höll ett tal på vers över hertigens av Småland födelse 1782 och på tronföljarens födelsefest 1786. De första talen var skrivna av hennes far, de senare av henne själv. Den 2 november 1788 höll hon sitt avskedstal på franska språket och avlade hon examen i "alla vetenskaper" med högsta betyg och vitsorden att hon hade förmågan att "förklara både Cornelium och Ovidium med större tydlighet och latinska språkets kännedom än andra gymnasister". Även detta rapporterades i pressen.
Som person beskrevs Aurora Liljeroth som blyg och tillbakadragen, och hon ska ha tyckt illa om all den uppmärksamhet som riktades på henne i egenskap av kvinnlig studerande. Hon ska ha haft en spänd relation till fadern, som ska ha ägnat lite tid åt henne i hemmet och visat upp henne som en "paraddocka" offentligt. Den offentliga uppmärksamhet som riktades mot henne som kvinnlig student och de fördomar som då fanns mot studerande kvinnor ska ha berört henne mycket illa: i de privata anteckningar hon gjorde skrev hon "Ett för förnuftigt fruntimmer är angelägen om sitt rykte men fruktar namnkunnighet". Då någon frågade henne om hon var "den lärda mademoiselle Liljenroth" ska hon ha svarat att det var hennes avlidna syster, och hon ska ha plågats av att ha blivit omnämnd i ett uppslagsverk 1793.
Efter examen 1788 ägnade hon sig åt att sköta faderns hushåll. Under en vistelse i Växjö mötte hon brukspatron Anders Eneström (1756–1824) på Lässebo, med vilken hon gifte sig 14 maj 1798. Hon fick fem barn och hennes vidare liv var anonymt. Hon var farmor till läkaren Per Adolf Eneström (1831–1898) och matematikern Gustaf Hjalmar Eneström (1852–1923).
Hon var inte den enda av dessa undantag. Erika Liebman, dotter till en professor på Lunds universitet, tilläts sitta med på lektionerna och omtalades även i utlandet som en "lärd dam".   
Aurora Liljenroth blev upptagen i Carl Westrins uppslagsverk "Försök till en historia öfver namnkunniga men i synnerhet lärda fruntimmer" (1793).